# Transistor de avalancha
Un transistor de avalancha es un transistor de unión bipolar diseñado para la operación en su rango característico de colector de corriente/voltaje en colector-emisor , más allá de su voltaje de ruptura llamado  región de quiebre de avalancha Esta región caracterizada por el quiebre de avalancha, el cual es un fenómeno similar a la descarga de Townsend para los gases y resistencia diferencial negativa . La operación en la región de quiebre de avalancha es llamada operación en modo avalancha , esto da a los transistores de avalancha la capacidad de cambiar corrientes muy altas en menos de un nanosegundo de tiempo de subida y de tiempo de bajada. Los transistores no diseñados específicamente para tal propósito, pueden tener propiedades razonables de avalancha; por ejemplo el 82% de las muestras de cambio de alta velocidad de 15V del 2N2369 , fabricado en un periodo de 12 años , son capaces de generar pulsos de quiebre de avalancha con un tiempo de subida de 350 ps o menos, usando una fuente voltaje de 90 V como el diseñador Jim Williams indica.

## Historia
El primer trabajo que trata sobre los transistores de avalancha, fue Ebers y Miller (1955): La publicación indica como usar un transistor de aleación en la región de quiebre de avalancha , para evadir los límites en la velocidad y voltaje de quiebre que afectaron a los primeros modelos de tales tipos de transistor cuando eran usados en circuitos digitales o computadoras tempranas. Por lo tanto la primera aplicación de los transistores de avalancha fue en circuitos de switcheo y multivibradores. La introducción de los transistores de avalancha también sirvió como aplicación empírica de la fórmula de Miller para la multiplicación del coeficiente de avalancha {\displaystyle M}, el cual fue introducido en el trabajo de Miller (1955): la necesidad de un mejor entendimiento en la conducta del transistor en la regio de quiebre de avalancha no solo para su uso en el modo avalancha, dio lugar a una amplia investigación en la ionización de impacto en semiconductores (ver Kennedy y O'Brien (1966)). Desde inicios de 1960, hasta la primera mitad de 1970 , se tuvo una gran cantidad de propuestas de circuitos de transistor de avalancha , así mismo fue estudiado que tipo de transistor de unión bipolar sería mejor para su uso en la región de quiebre de avalancha: una referencia completa, la cual incluye las contribuciones de científicos de la ex Unión Soviética y países de la COMECON es el libro de Дьяконов (Dyakonov) (1973). La primera aplicación del transistor de avalancha como un amplificador lineal , llamado “Triodo de tiempo de transición de avalancha controlado” , (CATT por sus siglas en inglés) fue descrito en (Eshbach, Se Puan y Tantraporn, 1976): Un dispositivo similar llamado “IMPISTOR” fue descrito aproximadamente en el mismo periodo en el trabajo de Carrol y Winstanley (1974). Las aplicaciones lineales de este tipo de dispositivos empezaron más tarde, debido a la existencia de ciertos requerimientos, como se describe abajo: también, el uso de transistores de avalancha en esas aplicaciones no es común, debido q que requieren voltajes altos de colector-emisor para funcionar apropiadamente. Hoy en día, aún hay investigación sobre dispositivos de avalancha ( transistores u otros ) hechos de materiales de semiconductores , que sean capaces de cambiar corriente eléctrica de varios amperes y que sean aún más rápidos que los transistores de avalancha “tradicionales".

## Características de la región de avalancha estática
En esta sección la {\displaystyle I_{C}-V_{CE}} de característica estática de un transistor de avalancha es calculada. Para simplificar, solo un dispositivo NPN es considerado, sin embargo, los mismos resultados son válidos para un los dispositivos PNP, solo cambiando los signos de los voltajes y corrientes necesarios. El análisis sigue firmemente el de William D. Roehr en (Roehr, 1963).
Dado que la multiplicación de quiebre de avalancha está presente solo a través de la base de unión bipolar, el primer paso del cálculo reside en determinar la corriente colector como la suma de varias corrientes a través del colector, dado que solo esos flujos de carga son presentes en este fenómeno. Las Leyes de Kirchhoff aplicadas a un transistor de unión bipolar implica la siguiente relación, siempre satisfaciendo la corriente de colector
{\displaystyle I_{C}}
{\displaystyle I_{C}=I_{E}-I_{B}\,}
{\displaystyle I_{C}=\beta I_{B}+(\beta +1)I_{CBO}\,}
donde
- {\displaystyle I_{B}} es la corriente de base
- {\displaystyle I_{CBO}} es la corriente de escape invertida de colector-base,
- {\displaystyle I_{E}} es la corriente de emisor
- {\displaystyle \beta } es la ganancia de corriente de emisor común

Igualando las dos fórmulas a {\displaystyle I_{C}} se tiene el siguiente resultado
{\displaystyle I_{E}=(\beta +1)I_{B}+(\beta +1)I_{CBO}\,}
y dado que {\displaystyle \alpha =\beta {(\beta +1)^{-1}}} es la ganancia de corriente de base común del transistor, se tiene que
{\displaystyle \alpha I_{E}=\beta I_{B}+\beta I_{CBO}=I_{C}-I_{CBO}\iff I_{C}=\alpha I_{E}+I_{CBO}}
Cuando se consideran los efectos de avalancha en el colector del transistor, su corriente
{\displaystyle I_{C}}
está dada por
{\displaystyle I_{C}=M(\alpha I_{E}+I_{CBO})\,}
donde {\displaystyle M} es el coeficiente de multiplicación de avalancha de Miller. El cual es el parámetro más importante en el modo de operación de avalancha: su expresión es la siguiente
{\displaystyle M={\frac {1}{1-\left({\frac {V_{CB}}{BV_{CBO}}}\right)^{n}}}\,}
donde
- {\displaystyle BV_{CBO}} es el voltaje de quiebre,
- {\displaystyle n} es una constante dependiente del semiconductor usado para la construcción del transistor y de la unión base-colector.
- {\displaystyle V_{CB}} es el voltaje colector-base

Usando otra vez la ley de corriente de Kirchhoff para el transistor de unión bipolar y la expresión dada para {\displaystyle M}, el resultado de la expresión para {\displaystyle I_{C}} es la siguiente
{\displaystyle I_{C}={\frac {M}{1-\alpha M}}(I_{CBO}+\alpha I_{B})\iff I_{C}={\frac {I_{CBO}+\alpha I_{B}}{1-\alpha -\left({\frac {V_{CB}}{BV_{CBO}}}\right)^{\!n}}}}
y recordando que {\displaystyle V_{CB}=V_{CE}-V_{BE}} y {\displaystyle V_{BE}=V_{BE}(I_{B})} donde {\displaystyle V_{BE}} es el voltaje base-emisor.
{\displaystyle I_{C}={\frac {I_{CBO}+\alpha I_{B}}{1-\alpha -\left({\frac {V_{CE}-V_{BE}(I_{B})}{BV_{CBO}}}\right)^{\!n}}}\cong {\frac {I_{CBO}+\alpha I_{B}}{1-\alpha -\left({\frac {V_{CE}}{BV_{CBO}}}\right)^{\!n}}}}
dado {\displaystyle V_{CE}>>V_{BE}}: esta es la expresión para la familia paramétrica de las características del colector {\displaystyle I_{C}-V_{CE}} con el parámetro {\displaystyle I_{B}}. Notar que {\displaystyle I_{C}} incrementa sin límite si
{\displaystyle \left({\frac {V_{CE}}{BV_{CBO}}}\right)^{\!n}=1-\alpha \iff V_{CE}=BV_{CEO}={\sqrt[{n}]{(1-\alpha )}}BV_{CBO}={\frac {BV_{CBO}}{\sqrt[{n}]{\beta +1}}}}
donde {\displaystyle BV_{CEO}} es el voltaje de quiebre colector-emisor. También, es posible expresar {\displaystyle V_{CE}} como función de {\displaystyle I_{C}}, y obtener una fórmula analítica para la resistencia diferencial de colector-emisor por Derivada: sin embargo, el cálculo no es mostrado aquí.

### Modelo diferencial dinámico
El modo diferencial dinámico descrito aquí, también llamado el modelo de señal pequeña, es el único modelo intrínseco de señal pequeña para el transistor de avalancha. Elementos desviados debido al empaquetado del transistor son deliberadamente negados , debido a que su análisis no añadiría nada de importancia desde el punto de vista del trabajo interno del transistor de avalancha. Sin embargo, cuando sea realiza un circuito electrónico, tales parámetros son de gran importancia. Particularmente, las inductancias desviadas en series con las cabeceras del colecto y emisor tienen que ser minimizadas para preservar el desempeño de circuitos de transistores de avalancha a altas velocidades. Así mismo, este circuito equivalente es útil cuando se debe describir el comportamiento del transistor de avalancha cerca de su tiempo de encendido, donde las corrientes y voltajes de colector están aún cerca de su corriente de polarización: en circuitos reales, se permite el cálculo de la constante de tiempo y por lo tanto los tiempos de subida y bajada
{\displaystyle V_{CE}} de la señal. Sin embargo, dado que los circuitos de switcheo de transistores de avalancha son intrínsecamente circuitos de señal grande, el único modo de predecir con exactitud razonable la precisión de comportamiento real es hacer una simulación numérica. Nuevamente, se sigue el análisis de William D. Roehr en (Roehr, 1963).
Un transistor de avalancha operado por una corriente de polarización es mostrado en la imagen de la derecha: {\displaystyle V_{BB}} puede ser cero o de valor positivo , mientras que {\displaystyle R_{E}} puede ser puesta en corto circuito. En cada circuito de transistor de avalancha, la señal de salida es tomada del colector o emisor: por lo tanto el modelo de señal pequeña de un transistor de avalancha trabajando en la región de avalancha es siempre visto desde los pines de salida de colector-emisor y consiste de un circuito paralelo {\displaystyle RC} como el que se muestra en la figura de la derecha, el cual solo incluye componentes de polarización. La magnitud y el signo de tales parámetros es controlada por la corriente de base {\displaystyle I_{B}}: dado que ambas uniones base-colector y base-emisor son polarizadas en inverso , el circuito equivalente de la entrada de base es simplemente un generador de corriente cambiado de vía por las capacidades de las uniones base-emisor y base-colector , y es por lo tanto no es analizado en lo siguiente.
La constante de tiempo intrínseca del modelo básico de señal pequeña tiene el siguiente valor:
{\displaystyle \tau _{Ace}=r_{Ace}C_{Ace}\,}
donde
- {\displaystyle r_{Ace}} es la resistencia diferencial de avalancha de colector-emisor y como se presentó arriba, puede ser otenida por Diferenciación del voltaje de colector-emisor {\displaystyle V_{CE}} respecto a la corriente de colector {\displaystyle I_{C}}, para una corriente de base constante {\displaystyle I_{B}}

{\displaystyle r_{Ace}={\frac {\partial {V_{CE}}}{\partial {I_{C}}}}{\Bigg |}_{I_{B}=const.}}
- {\displaystyle C_{Ace}} es la capacidad diferencial de avalancha de colector-emisor y tiene la siguiente expresión

{\displaystyle C_{Ace}=-\left({\frac {1}{r_{Ace}\omega _{\beta }}}-C_{ob}\right)}
donde
{\displaystyle \omega _{\beta }=2\pi f_{\beta }} es la ganancia de corriente angular frecuencia de corte
{\displaystyle C_{ob}} es la capacidad de base común.
Los dos parámetros de arriba son negativos. Esto significa que si la carga de colector consta de una fuente de corriente ideal, el circuito es inestable. Esta es la justificación teórica de un Multivibrador astable en el circuito cuando el voltaje {\displaystyle V_{CC}} es subido por encima de un nivel crítico.

### Segundo quiebre y modo avalancha
Cuando la corriente colector sube por arriba de cierto límite en la datasheet {\displaystyle I_{CMAX}} un nuevo mecanismo de quiebre se vuelve importante: el segundo quiebre. Este fenómeno es causado por calentamiento excesivo de algunos puntos en la región de base-emisor del transistor de unión bipolar, lo cual da lugar un incremento exponencial de la corriente eléctrica a través de tales puntos: tal aumento exponencial de la corriente a su vez da lugar a aún más calentamiento, originando un mecanismo de Retroalimentación positiva. Mientras se analiza la característica estática {\displaystyle I_{C}-V_{CE}} , la presencia de éste fenómeno es vista como una caída aguda del voltaje de colector y un surgimiento casi vertical de la corriente de colector. Hoy en día, no es posible crear un transistor sin lugares calientes y por lo tanto sin segundo quiebre, dado que su presencia esta fuertemente ligada a la tecnología de refinación del silicón. Durante este proceso, cantidades muy pequeñas pero finitas de metal quedan localizadas en porciones de la oblea : estas partículas de metales se convierten en centros profundos de recombinación , es decir centros donde la corriente eléctrica existe en una manera preferida. Si bien este proceso es destructivo para los transistores de unión bipolar que trabajan en el modo usual, puede ser usado para aumentar los límites de corriente y voltaje de un dispositivo trabajando en modo avalancha si se limita su duración: así mismo, las velocidades de cambio del dispositivo no resultan negativamente afectadas. Una descripción clara de los circuitos de transistores de avalancha trabajando en el segundo quiebre van de la mano con algunos ejemplos expuestos en Baker (1991).

### Simulaciones numéricas
Los circuitos electrónicos de transistores de avalancha, son intrínsecamente circuitos de señal grande, así que cuando se le aplica el modelo de señal pequeña a tales circuitos, solo se puede obtener una descripción cualitativa. Para obtener información más precisa de la conducta de voltajes y corrientes eléctricas en tales circuitos, es necesario usar análisis numérico. El abordaje “clásico” , detallado en el trabajo Дьяконов (Dyakonov) (2004b) el cual se apoya en el libro Дьяконов (Dyakonov) (1973), consiste en considerar a los circuitos como un sistema no lineal y resolverlo como un método numérico implementado por un software genérico de simulación numérica: los resultados obtenidos de esta manera son bastante precisos y sencillos de obtener. Sin embargo, estos métodos se apoyan en el uso de modelos analíticos de transistores aptos para el análisis en la región de quiebre: tales modelos no son necesariamente aptos para describir al dispositivo en todas las posibles regiones. Una forma más moderna, consiste en usar el análogo común simulador de circuitos SPICE junto con un avanzado modelo de transistor que soporte la simulación de quiebre y avalancha, los cuales el SPICE básico no. Ejemplos de tales modelos son descritos en el trabajo de Keshavarz, Raney y Campbell (1993) y en el trabajo de Kloosterman y De Graaff (1989): el último una descripción del modelo Mextram, actualmente usado por algunas industrias del semiconductor para caracterizar los transistores de unión bipolar.

### Método gráfico
Un método gráfico para estudiar la conducta de un tránsito de avalancha fue propuesta en las referencias Spirito (1968) y Spirito (1971): el método fue primeramente derivado para graficar la conducta estática del dispositivo y fue posteriormente aplicado para resolver problemas concernientes a la conducta dinámica. El método lleva el espíritu de los métodos gráficos usados para diseñar circuitos de transistor y tubo directamente de los diagramas de características dados en las data sheets de los productores.

## Aplicaciones
Los transistores de avalancha son primordialmente usados como generadores de pulso , teniendo tiempos de subida y de bajada menores al nanosegundo y con alta entrega de voltaje y corriente eléctrica. Son usados ocasionalmente como amplificadores en el rango de frecuencia de la microonda, aún si éste uso no es común: cuando son usados para este propósito, son llamados “Triodos de tiempo transitorio de avalancha controlados” (CATT, por sus siglas en inglés).

### Circuitos de cambio en modo avalancha
El switcheo/cambio en modo avalancha, se apoya en el multiplicación de avalancha de la corriente eléctrica fluyendo a través de la unión colector-base como resultado del impacto ionización de los átomos en los semiconductores. El quiebre de avalancha en los semiconductores tiene aplicación en los circuitos de switcheo por dos razones básicas
- puede proveer velocidades de cambio muy altas, dado que la corriente se acumula en tiempos muy cortos , en el rango de los microsegundos, debido a la multiplicación de avalancha.
- puede proveer muy altas corrientes de salida, debido a que muy altas corrientes pueden ser controladas por corrientes más pequeñas debido a la multiplicación de avalancha.

Los dos circuitos considerados en esta sección, son los ejemplos más simples de circuitos de transistores de avalancha para propósitos de cambio.: los ejemplos son detallados en multivibradores estables. Hay ejemplos más complejos en la literatura, por ejemplo en los libros Roehr (1963) y Дьяконов (Dyakonov) (1973).
La mayoría de los circuitos empleando un transistor de avalancha son activados por dos diferentes tipos de entrada:

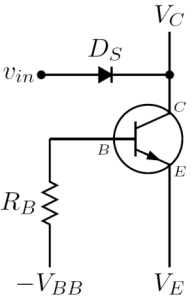
Circuito de polarización de colector

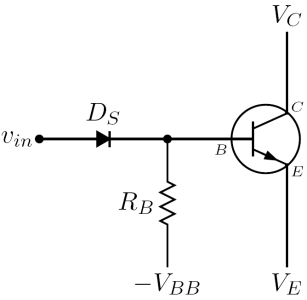
Circuito de polarización de disparo de base.

- Circuito de accionamiento con colector: la señal de disparo es alimentada al colector con un diodo de rápido cambio {\displaystyle D_{S}}, posiblemente después de ser manipulada por una red manipulación de forma de pulsos. Esta manera de accionar un transistor de avalancha fue extensivamente usada por las primeras generaciones de circuitos dado que el nodo colector tiene una alta impedancia y que la capacidad de colector {\displaystyle C_{ob}} se comporta de manera lineal en un largo alcance de la señal. Como consecuencia de esto el tiempo de retardo desde entrada hasta salida es muy pequeña y aproximadamente independiente del valor de control voltaje . Sin embargo, este circuito de disparo requiere un diodo capaz de resistir un voltaje en inverso bastante alto y cambiar rápidamente , características que son muy difíciles de realizar en el mismo diodo, por lo tanto , se raramente en circuitos de transistor de avalancha modernos.

- Circuito de accionamiento de base: la señal de disparo es directamente alimentada a la base, usando un diodo de rápido cambio {\displaystyle D_{S}}, posiblemente después de ser modificada por una red de manipulación de pulso. Esta manera de accionar un transistor de avalancha era relativamente menos usadas en la primera generación de circuitos debido a que el nodo de la base tiene una impedancia relativamente baja y una capacidades de entrada {\displaystyle C_{ib}} que es no lineal ( en efecto, es exponencial) durante un largo periodo de la señal: esto causa un largo tiempo de retardo , dependiente del voltaje de entrada, el cual fue analizado en este trabajo Spirito (1974). Sin embargo, el voltaje en inverso requerido para alimentar al diodo es mucho más bajo respecto a los circuitos accionados por el colector y dado que los diodos ultra rápidos Diodo Schottky son fácil y baratemente encontrados, este circuito de accionamiento es empleado en la mayoría de los circuitos de accionamiento modernos. Esta es también la razón de que el diodo {\displaystyle D_{S}} en los siguientes circuitos de aplicación sea simbolizado como un diodo Schottky.

El transistor de avalancha puede también ser accionado por medio de bajar el voltaje de emisor {\displaystyle V_{E}}, pero esta configuración es raramente vista en la literatura y en los circuitos pŕacticos: en referencia Meiling y Stary (1968), párrafo 3.2.4 "Trigger circuits" tal configuración es descrita, donde el transistor de avalancha es usado como parte del accionamiento de un generador de pulsos complejo, mientras en la referencia Дьяконов (Dyakonov) (1973, pp. 185) un discriminador de balanceo de nivel donde un transistor de unión bipolar común es acoplado con emisor a un transistor de avalancha, resulta ligeramente descrito.

Los dos pulsadores de avalancha descritos abajo son activados en la base y tienen dos salidas. Debido a que el dispistivo usado es un transistor NPN, {\displaystyle V_{out1}} es una salida positiva, mientras que {\displaystyle V_{out2}} es una salida negativa: usando un transistor PNP se revierten las polaridades de las salidas. La descripción de sus versiones simplificadas, donde la resistencia {\displaystyle R_{E}} o {\displaystyle R_{L}} es puesta a cero ohm (obviamente no ambas) para tener una sola salida, puede ser encontrada en la referencia Millman y Taub (1965).
La resistencia {\displaystyle R_{C}} recarga al capacitor {\displaystyle C_{T}} o la línea de transmisión {\displaystyle \scriptstyle TL_{t_{f}}} (es decir los componentes de almacenamiento de energía) después de la conmutación. Tiene usualmente una alta resistencia para limitar la corriente estática de colector, así que el proceso de recarga es lento. Algunas veces, tal resistor es reemplazado por un circuito electrónico capaz de cargar más rápidamente los componentes de almacenamiento de energía. Sin embargo, tales circuitos se encuentran usualmente patentados, por lo que rara vez se encuentran en circuitos de aplicación comunes.
- Capacitor pulsador de descarga de avalancha: una señal de accionamiento es aplicada a la cabecera de la base del transistor de avalancha causa el quiebre de avalancha entre las cabeceras de colector y emisor. El capacitor {\displaystyle C_{T}} se empieza a descargar por un corriente que fluye a través de las resistencias {\displaystyle R_{E}} y {\displaystyle R_{L}}: los voltajes a través de tales resistencias son voltajes de salida . La forma onda de la corriente no es un sencillo circuito RC, sino que tiene una conducta compleja que depende del mecanismo de avalancha, sin embargo, tiene un muy rápido tiempo de subida , en el orden de fracción de nanosegundos. La corriente pico depende del tamaño del capacitor {\displaystyle C_{T}}: cuando su valor se incrementa más allá de unos cientos de picofaradios, el transistor entra en modo avalancha de segundo quiebre y las corrientes picos llegan a valores de varios amperes.

- Pulsador de avalancha de línea de transmisión: una señal de disparo aplicada la cabecera de la base del transistor de avalancha causa el quiebre de avalancha entre las cabeceras colector y emisor. El rápido tiempo de subida de la corriente de colector, genera un pulso de corriente de aproximadamente la misma amplitud, el cual se propaga atravpes de la línea de transmisión. El pulso llega al fin de la línea en circuito abierto después del característico tiempo de retardo {\displaystyle t_{f}} y después es reflejado invsersament. Si la impedancia característica de la línea de transmisión es igual a las resistencias {\displaystyle R_{E}} y {\displaystyle R_{L}}, el puslo reflejado inverso alcanza los comienzos de la línea y se detiene. Como consecuencia de esto, su conducta de onda viajante y la corriente fluyendo a través del transistor de avalancha tiene una forma rectangular de duración

{\displaystyle t=2t_{f}\,}

En diseños prácticos, una impedancia ajustable como una Red Zobel de dos termincales ( o simplemente un Trimmer es puesto entre el colector y tierra, dado al pulsador de línea de transmisión la capacidad de reducr oscilación no deseada en la señal y otras conductas del voltaje de salida no deseadas.
Es posible convertir tales circuitos en Multivibrador Astable si se remueve los circuitos de accionamiento y aumentado su voltaje de fuente de poder {\displaystyle V_{CC}} hasta que comienza un oscilador de relajación conectando la resistencia base {\displaystyle R_{B}} a un voltaje de polarización positivo {\displaystyle V_{BB}} y por lo tanto forzando el inicio del quiebre de avalancha y su asociada oscilación de relajación.
Un ejemplo bien detallado del primer procedimiento es decrtio en la referencia Holme (2006). Es también posible realizar un Multivibrador estable de modo avalancha, pero su uso no es tan común como otros tipos de multivibradores, una razón importante es que requieren dos circuitos de transistores de avalancha, uno trabajando continuamente en régimen quiebre de avalancha , lo cual puede dar serios problemas desde el punto de vista de disipación de poder y vida útil del dispositivo.
Un práctico, fácilmente realizado y barata aplicación es la generación de pulsos de rápida subida para checar el tiempo de subida de los equipos.

### El triodo de tiempo transitorio de avalancha controlado
El modo avalancha, se apoya en el quiebre de avalancha como modo de cambio. Sin embargo, para este modo de operación, es necesario que el coeficiente de multiplicación de avalancha de Miller {\displaystyle M} sea guardado casi constante para largos cambios en el voltaje de salida: si esta condición no es lograda, una significativa distorsión de amplitud se da en la señal de salida. Consecuentemente
- los transistores de avalancha, usados para aplicaciones de circuitos de cambio, no pueden ser usados, debido a que el coeficiente de Miller cambia ampliamente con el voltaje colector-emisor.
- la polarización del dispositivo no puede estar en la resistencia negativa de la región de quiebre de avalancha por la misma razón.

Estos dos requerimientos implican que un dispositivo usado para amplificación necesita de una estructura física diferente a la de un transistor de avalancha típico. El triodo de tiempo transitorio de avalancha controlado diseñado para la amplificación de microondas , tiene una amplia y ligeramente dopada región entre la base y colector, dando al dispositivo voltaje de quiebre colectror-emisor {\displaystyle BV_{CEO}} bastante alto en comparación de transistores bipolares de la misma geometría. El mecanismo de amplificación de corriente es el mismo que el del transistor de avalancha, es decir, la generación de portadores por impacto de ionización, pero también hay un efecto transitorio com en el IMPATT y diodo TRAPATT donde una región de campo alto viaja a través de la Unión PN de avalancha , precisamente en la región intrínseca. La estructura y decisión de polarización del dispositivo implican que
1. El coeficiente multiplicación de avalancha de Miller , M está limitado a aproximadamente 10.
2. El efecto de tiempo transitorio mantiene a este coeficiente caso constante e independiente del voltaje de colector-emisor.

La teoría para este tipo de transistores de avalancha esta completamente descrita en el trabajo Se PuanlTantraporn|1976}}, el cual también demuestra que la estructura de este dispositivo semiconductor es apta para amplificación de microondas de poder. También puede entregar varios watts de poder de radio frecuencia a una frecuencia de varios gigahertz y que también tiene control terminal, la base del transistor de unión bipolar. Sin embargo no es tan usado debido a que requiere voltajes excedentes a los 200 volts para funcionar apropiadamente , mientras que los FET de arseniuro de galio u otros compuestos semiconductores dan un desempeño similar y son más sencillos de trabajar. Una estructura de dispositivo similar, propuesta más o menos en el mismo periodo en el trabajoCarrol y Winstanley (1974), fue el IMPISTOR , que es un transistor con unión colector-base con IMPATT.

### Teoría
- Carrol, J. E.; Winstanley, H. C. (1974), «Transistor improvements using an IMPATT collector», IEE Electronics Letters (IEE) 10: 516-518.. A paper proposing and describing the IMPISTOR, a semiconductor device similar to the CATT.
- Дьяконов (Dyakonov), Владимир Павлович  (Vladimir Pavlovich) (2004a), «Анализ статических вольтамперных характеристик диодов и транзисторов с учетом лавинного пробоя (Analysis of static volt-amperometric characteristics of diodes and transistors including avalanche breakdown)», Exponenta.ru, archivado desde el original el 9 de octubre de 2006, consultado el 11 de junio de 2014.. A paper analyzing the volt-amperometric characteristic of diodes and transistors using the computer algebra program Mathematica.
- Дьяконов (Dyakonov), Владимир Павлович  (Vladimir Pavlovich) (2004b), «Расчет параметров импульсов емкостного релаксатора на лавинном транзисторе (Calculation of pulse parameters as a function of capacity in an avalanche transistor relaxation oscillator)», Exponenta.ru, archivado desde el original el 16 de octubre de 2006, consultado el 11 de junio de 2014.. A paper about the design of an avalanche transistor relaxation oscillator using the computer algebra program Mathematica
- Hamilton, Douglas J.; Gibbons, James F.; Shockley, Walter (1959), «Physical principles of avalanche transistor pulse circuits», IRE Solid-State Circuits Conference, Volume II, pp. 92-93, doi:10.1109/ISSCC.1959.1157029.. A brief description of the basic physical principles of avalanche transistor circuits: instructive and interesting but "restricted access".
- Huang, Jack S. T. (1967), «Study of Transistor Switching Circuit Stability in the Avalanche Region», IEEE Journal of Solid State Circuits 2 (1): 10-21, doi:10.1109/jssc.1967.1049775.. A theoretical study of the stability of a transistor biased in the avalanche region (restricted access).
- Keshavarz, A.A.; Raney, C.W.; Campbell, D.C. (1 de agosto de 1993), Report SAND--93-0241C. A breakdown model for the bipolar transistor to be used with circuit simulators, Sandia National Laboratories. available from the U.S. Department of Energy Office of Scientific & Technical Information. A report describing a transistor model capable of including avalanche effects in SPICE simulations.
- Kloosterman, W. J.; De Graaff, H. C. (1989), «Avalanche multiplication in a compact bipolar transistor model for circuit simulation», IEEE Transactions on Electron Devices (IEEE) 36 (7): 1376-1380, doi:10.1109/16.30944.. A paper describing the Mextram SPICE model from the point of view of avalanche behavior simulation. For a free copy found in the Mextram home page of NXP see here (enlace roto disponible en Internet Archive; véase el historial, la primera versión y la última)..
- Rickelt, M.; Rein, H. M. (2002), «A novel transistor model for simulating avalanche-breakdown effects in Si bipolar circuits», IEEE Journal of Solid State Circuits (IEEE) 37 (9): 1184-1197.. A paper describing a transistor model for bipolar circuit simulation including avalanche effects (restricted access).
- Jochen Riks "Avalanche-Transistor" (in German). A brief description of the working principles of the avalanche transistor, part of the course "Impulsschaltungen F-Praktikum EXP 10", June 1996, Fachschaft Physik Uni Düsseldorf.
- Spirito, Paolo (1968), «Direct Current-Voltage Characteristics of Transistors in the Avalanche Region», IEEE Journal of Solid State Circuits 3 (2): 194-195, doi:10.1109/jssc.1968.1049869.. A paper proposing a graphical method to plot the static characteristic of an avalanche transistor (restricted access).
- Spirito, Paolo (1971), «Static and dynamic behaviour of transistors in the avalanche region», IEEE Journal of Solid State Circuits 6 (2): 83-87, doi:10.1109/jssc.1971.1049655.. A paper pushing further the study of avalanche transistor by a graphical method proposed in the preceding work (restricted access).
- Spirito, Paolo (1974), «On the trigger delay of avalanche transistors», IEEE Journal of Solid State Circuits 9 (5): 307-309, doi:10.1109/jssc.1974.1050518.. A paper analyzing the trigger delay time of avalanche transistors by means of numerical analysis (restricted access).
- Spirito, Paolo; Vitale, G. F. (1972), «An analysis of the dynamic behavior of switching circuits using avalanche transistors», IEEE Journal of Solid State Circuits 7 (4): 315-320, doi:10.1109/jssc.1972.1050310.. A paper where an analytical model of the behavior of an avalanche transistor is derived after suitable approximations (restricted access).

### Aplicaciones
- Biddle, Wade; Lonobile, David (1997), «Sweep Deflection Circuit Development Using Computer-Aided Circuit Design for the OMEGA Multichannel Streak Camera», LLE Review 73: 6-14.. A paper describing a fast sweep generator for a streak camera constructed using series connected avalanche transistor circuits.
- Chaplin, G. B. B. (1958), «A method of designing transistor avalanche circuits with application to a sensitive transistor oscilloscope», IRE Solid-State Circuits Conference, Volume I, pp. 21-23, doi:10.1109/ISSCC.1958.1155606.. A paper describing an application of avalanche transistors to the design of a sampling oscilloscope: available abstract, full paper is "restricted access".
- Fulkerson, E. Stephen; Norman, Douglas C.; Booth, Rex (28 de mayo de 1997), Report UCRL-JC--125874 - Driving Pockels cells using avalanche transistors, Lawrence Livermore National Laboratory. (enlace roto disponible en Internet Archive; véase el historial, la primera versión y la última).. Available from the U.S. Department of Energy Office of Scientific & Technical Information. A report describing the design of a driver for Pockels cells Q-switches.
- Holme, Andrew (2006), Avalanche transistor pulse generator, archivado desde el original el 6 de mayo de 2008, consultado el 23 de abril de 2008.. A project, inspired to Jim Williams' Linear Technology application notes AN72 and AN94, of an avalanche transistor astable multivibrator with schematics, waveforms and photos of the layout.
- Kilpelä, Ari (2004), Pulsed time-of-flight laser range finder techniques for fast, high precision measurement applications, Acta Universitatis Ouluensis Technica 197, Oolu: Universidad de Oulu, ISBN 951-42-7261-7.. Academic Dissertation presented with the assent of the Faculty of Technology. A doctoral dissertation describing a Laser TOF (Time Of Flight) Radar and its construction using an avalanche transistor pulser.
- Kilpelä, Ari; Kostamovaara, Juha (1997), «Laser pulser for a time-of-flight laser radar», Review of Scientific Instruments (The American Institute of Physics) 68 (6): 2253-2258, archivado desde el original el 19 de julio de 2011, consultado el 21 de febrero de 2011. (preprint version here). A paper describing an avalanche transistor pulser and its use as Laser driver in a laser radar.
- NXP Mextram home page A very rich repository of documents about the Mextram bipolar junction transistor SPICE model, capable of avalanche breakdown behavior simulation.
- "Operating the pulsed laser diode SPL LLxx", "Range finding using pulsed laser diodes" OSRAM Opto Semiconductors GmbH Application Notes, 2004-09-10. Two application notes from Osram Opto Semiconductors describing pulsed operation of a Laser diode, using avalanche transistors and other kind of drivers.
- Pellegrin, J. L. (September 1969), SLAC-PUB-0669 - Increasing the Stability of Series Avalanche Transistor Circuits, Stanford Linear Accelerator Center - SLAC, archivado desde el original el 26 de diciembre de 2004, consultado el 11 de junio de 2014.. A paper describing a method to enhance performances of banks of series-connected avalanche transistor circuits.
- Williams, Jim (2003), «The taming of the slew», EDN Magazine (25 de septiembre): 57-65, archivado desde el original el 28 de junio de 2006, consultado el 2 de enero de 2007. (for a PDF copy, see here). A detailed paper describing the construction and performance of an avalanche transistor pre-trigger pulse generator to test the slew-rate of very fast operational amplifiers. Also appeared under the title "Slew Rate Verification for Wideband Amplifiers - The Taming of the Slew", application note AN94, Linear Technology, May 2003. See also, from the same author, Linear Technology application note AN47, High speed amplifier techniques", agosto de 1991, where an astable circuit similar to that described by Holme is detailed in appendix D, p. 93–95.

### Varios
- R. Jacob Baker Sitio web académico en University of Nevada, Las Vegas. A contributor to the theory and applications of avalanche transistors.
- Владимир Павлович Дьяконов (Vladimir Pavlovich D'yakonov) (en ruso). Some biographical notes about one of the leading contributors to the theory and application of avalanche transistors.
- Ari Kilpelä Sitio web académico en Universidad de Oulu. A researcher working on theory and applications of avalanche transistor circuits.
- Paolo Spirito Sitio web académico en Universidad de Nápoles Federico II. Uno de los principales contribuyentes a la teoría de los transistores de avalanchas y el proceso de avalancha en semiconductores.

- Datos: Q4827512
- Multimedia: Avalanche transistor / Q4827512